# Куарто-д’Альтино
Куарто-д’Альтино (итал. Quarto d'Altino) — коммуна в Италии, располагается в провинции Венеция области Венеция.
Население составляет 7993 человека (2008), плотность населения составляет 274 чел./км². Занимает площадь 28 км². Почтовый индекс — 30020. Телефонный код — 0422.
Покровителем коммуны почитается святой архангел Михаил, празднование 29 сентября.

## Демография
Динамика населения:

## Администрация коммуны
- Официальный сайт: http://www.comune.quartodaltino.ve.it/